# Apsilus fuscus
Apsilus fuscus is een straalvinnige vis uit de familie van snappers (Lutjanidae), orde van baarsachtigen (Perciformes). De vis kan een lengte bereiken van 75 centimeter.

## Leefomgeving
Apsilus fuscus is een zoutwatervis. De soort komt voor in subtropische wateren in de Atlantische en Indische Oceaan op een diepte van 15 tot 300 meter.

## Relatie tot de mens
Apsilus fuscus is voor de visserij van beperkt commercieel belang. In de hengelsport wordt er weinig op de vis gejaagd.